# Hylaeus nivicola
Hylaeus nivicola là một loài Hymenoptera trong họ Colletidae. Loài này được Meade-Waldo mô tả khoa học năm 1923.